# آني فريد لينغستاد
آني فريد لينغستاد (بالسويدية: Anni-Frid Lyngstad)‏ المعروفة باسم فريدا لينغستاد (من مواليد 15 نوفمبر 1945)، هي مغنية وكاتبة أغاني وباحثة بيئة سويدية من أصل نرويجي تعد واحدة من كبار مطربي فرقة البوب السويدية أبا الشهيرة في فترة السبعينيات من القرن العشرين.
وُلدت آني في مدينة بالانغين في النرويج لأم نرويجية وأب ألماني، ثم نشأت في مدينة تورشالا حيث بدأت مسيرتها الفنية الفردية عام 1967 كمغنية جاز من خلال مسابقة المواهب المسماة New Faces التي فازت بها عن أغنيتها En ledig dag، مما أدى إلى ظهورها إعلاميا عبر شاشة التلفزيون في البرنامج الترفيهي السويدي الشهير ركن هايلاند (Hylands Hörna) مع لينارت هيلاند وتوقيعها مع شركة إيمي لصناعة الموسيقى، ثم شركة بولار للموسيقى مع ستيج أندرسون، بعد أعوام من إصدارها ألبوم "Frida" والعديد من الأغاني الفردية تحت علامة إيمي.
حققت آني نجاحا معتدلا في السويد، بعد مشاركتها سنة 1969 في مسابقة مهرجان الاغنية السويدية بأغنيتها "Härlig är vår jord"، دون أن تصل للشهرة الدولية حتى انضمت كعضو في أبا، التي باعت معها أكثر من 380 مليون ألبوم في جميع أنحاء العالم، مما جعلها واحدة من نجوم الموسيقى الأكثر مبيعا في التاريخ. واصلت لينغستاد مسيرتها الدولية بشكل منفرد بعد تفكك الفرقة محققة نجاحات متباينة، حيث أصدرت عام 1982 ألبوم Something's Going On (شيء ما يحدث) وألبوم Shine (تألق) عام 1984. هذا الأخير الذي يعد آخر ألبوم دولي لها حتى الآن. في عام 1996 ، سجلت لينغستاد ألبومها الأخير باللغة السويدية Djupa andetag (نفس عميق)، الذي أصدرته شركة Anderson Records قبل أن تتقاعد من الموسيقى.

## حياتها الخاصة

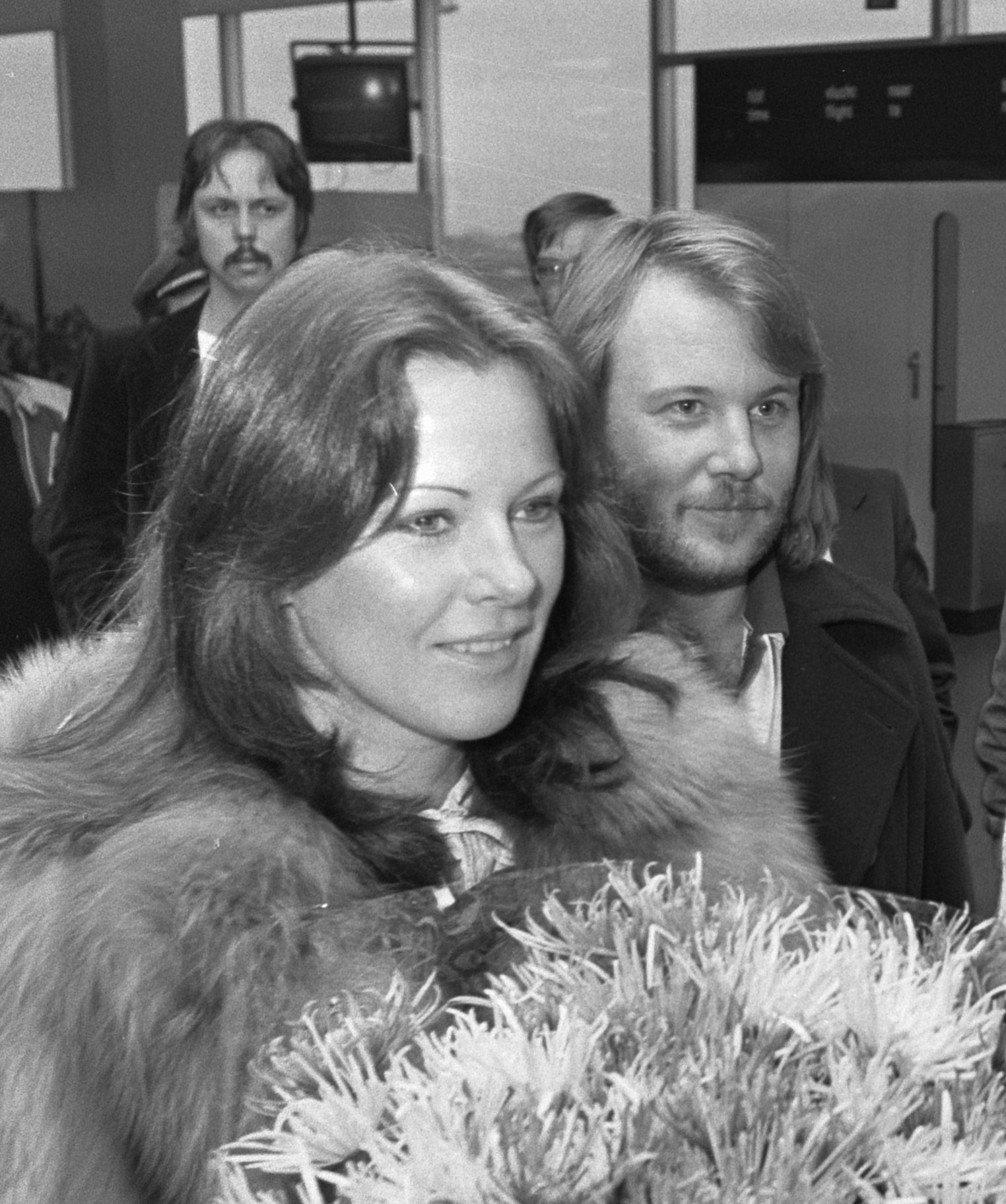
فريدا لينجستاد وبيني أندرسون في هولندا

في أبريل 1964، تزوجت من عازف القيثارة راجنار فريدريكسون ورزقى بطفلين لكنهما انفصلا عام 1970. خطبت في العام الموالي لشريكها عضو فرقة أبا عازف البيانو السويدي بيني أندرسون حتى تزوجا رسميا عام 1978 قبل أن ينفصلا عام 1980 ويصدر حكم طلاقهما عام 1981. تزوجت لينغستاد عام 1992 الأمير هاينريش روزو رويس، أمير إمارة رويس السابقة لتحمل منذ ذلك الحين لقب السمو الأميري أميرة ريوس وكونتيسة بلاوين. توفي زوجها في أكتوبر 1999 بسبب ورم الغدد اللمفاوية. وهي تقيم حالياً في زيرمات، سويسرا مع شريكها البريطاني هنري سميث، منذ عام 2008.

## روابط خارجية
- آني فريد لينغستاد على موقع IMDb (الإنجليزية)
- آني فريد لينغستاد على موقع الموسوعة البريطانية (الإنجليزية)
- آني فريد لينغستاد على موقع ميوزك برينز (الإنجليزية)
- آني فريد لينغستاد على موقع إن إن دي بي (الإنجليزية)
- آني فريد لينغستاد على موقع أول ميوزيك (الإنجليزية)
- آني فريد لينغستاد على موقع أول ميوزيك (الإنجليزية)
- آني فريد لينغستاد على موقع ديسكوغز (الإنجليزية)
- آني فريد لينغستاد على موقع ديسكوغز (الإنجليزية)
- آني فريد لينغستاد على موقع قاعدة بيانات الفيلم (الإنجليزية)